# Рашіт Четінер
Рашіт Четінер (тур. Raşit Çetiner, нар. 10 вересня 1956, Стамбул) — турецький футболіст, що грав на позиції захисника, півзахисника. По завершенні ігрової кар'єри — тренер.
Виступав, зокрема, за клуби «Фенербахче» та «Галатасарай», а також національну збірну Туреччини.
Дворазовий чемпіон Туреччини. Триразовий володар Кубка Туреччини.

## Клубна кар'єра
Народився 10 вересня 1956 року в місті Стамбул. Вихованець футбольної школи клубу «Істанбулспор». Дорослу футбольну кар'єру розпочав 1973 року в основній команді того ж клубу, в якій провів два сезони, взявши участь у 28 матчах чемпіонату. 
Згодом з 1975 по 1978 рік грав у складі команд «Гезтепе» та «Коджаеліспор».
Своєю грою за останню команду привернув увагу представників тренерського штабу клубу «Фенербахче», до складу якого приєднався 1978 року. Відіграв за стамбульську команду наступні три сезони своєї ігрової кар'єри. Більшість часу, проведеного у складі «Фенербахче», був основним гравцем команди.
У 1981 року перейшов до клубу «Галатасарай», за який відіграв 7 сезонів. Граючи у складі «Галатасарая» також здебільшого виходив на поле в основному складі команди. За цей час двічі виборював титул чемпіона Туреччини. Завершив професійну кар'єру футболіста виступами за команду «Галатасарай» у 1988 році.

## Виступи за збірні
У 1974 році дебютував у складі юнацької збірної Туреччини (U-18), загалом на юнацькому рівні взяв участь у 12 іграх, відзначившись одним забитим голом.
Протягом 1976–1978 років залучався до складу молодіжної збірної Туреччини. На молодіжному рівні зіграв у 14 офіційних матчах, забив 4 голи.
У 1978 році дебютував в офіційних матчах у складі національної збірної Туреччини.
Загалом протягом кар'єри в національній команді, яка тривала 8 років, провів у її формі 20 матчів, забивши 1 гол.

## Кар'єра тренера
Розпочав тренерську кар'єру невдовзі по завершенні кар'єри гравця, 1990 року, увійшовши до тренерського штабу клубу «Галатасарай».
У 1998 році став головним тренером команди Туреччина U21, тренував молодіжну збірну Туреччини сім років.
Згодом протягом 2005–2006 років очолював тренерський штаб клубу «Бурсаспор».
У 2010 році прийняв пропозицію попрацювати у клубі Туреччина U21. Залишив молодіжну збірну Туреччини 2012 року.
Протягом тренерської кар'єри також очолював команди «Ґазіантепспор», «Алтай», «Кайсері Ерджієсспор», «Дарданел», «Денізліспор», «Антальяспор», «Коньяспор» та «Чайкур Різеспор».
Наразі останнім місцем тренерської роботи був клуб «Шанлиурфаспор», головним тренером команди якого Рашит Четінер був протягом 2013 року.

## Титули і досягнення
- Чемпіон Туреччини (2):

«Галатасарай»: 1986-1987, 1987-1988
- Володар Кубка Туреччини (3):

«Фенербахче»: 1978-1979
«Галатасарай»: 1981-1982, 1984-1985